# Slavec
Slavec este o comună slovacă, aflată în districtul Rožňava din regiunea Košice, pe malul râului Sajo. Localitatea se află la altitudinea de 230 m deasupra n.m., se întinde pe o suprafață de 17,52 km2 și în 2017 număra 476 de locuitori.

## Istoric
Localitatea Slavec este atestată documentar din 1320.

## Demografie
| An:                | 1994 | 2004   | 2014   | 2024   |
| ------------------ | ---- | ------ | ------ | ------ |
| Număr de persoane: | 491  | 471    | 460    | 467    |
| Diferență:         |      | −4,07% | −2,33% | +1,52% |

| An:                | 2023 | 2024   |
| ------------------ | ---- | ------ |
| Număr de persoane: | 459  | 467    |
| Diferență:         |      | +1,74% |